# Un homme pour le bagne
Pour plus de détails, voir Fiche technique et Distribution.
Un homme pour le bagne (Hell Is a City) est un film britannique réalisé par Val Guest, sorti en 1960.

## Synopsis
Après avoir été témoin de l'évasion d'un criminel notoire, l'inspecteur Harry Martineau se lance à la poursuite du dit-criminel qui n'a pour but de retourner à Manchester récupérer l'argent de son dernier butin. Un meurtre sordide pendant un cambriolage lui donne sa première piste.

## Fiche technique
- Titre original : Hell Is a City
- Titre français : Un homme pour le bagne
- Réalisation : Val Guest
- Scénario : Val Guest d'après le roman de Maurice Procter
- Photographie : Arthur Grant
- Montage : John Dunsford
- Musique : Stanley Black
- Distribution : Robert Lennard
- Création des décors : Robert Jones
- Maquillage : Colin Garde
- Production : Michael Carreras
- Compagnies de production : Associated British Picture Corporation - Hammer Films
- Compagnie de distribution : Warner-Pathé Distributors
- Pays d'origine : Royaume-Uni
- Format : Noir et blanc - 2,35:1 - Mono
- Genre : thriller
- Durée : 98 minutes
- Date de sortie : 1960

## Distribution
- Stanley Baker : Inspecteur Harry Martineau
- John Crawford : Don Starling
- Donald Pleasence : Gus Hawkins
- Maxine Audley : Julia Martineau
- Billie Whitelaw : Chloe Hawkins
- Joseph Tomelty : Furnisher Steele
- Russell Napier : Superintendant
- Peter Madden : Bert Darwin